# Ärtsoppsbuske
Ärtsoppebuske (Launaea arborescens) är en bladlös buske som blir upp till en meter hög med gula blommor från januari till juni. Kommer ursprungligen från Medelhavsområdet.
Växten är vanligast i norra delen av Sahara i Algeriet och Marocko.
Arten växer på sandig mark och på tillfällig uttorkade flodbädd (wadi) men den finns inte på mark som är rik på salt. I utbredningsområdet finns oftast upp till 300 mm nederbörd per år och ärtsoppsbusken klarar sig även med lite mindre än 100 mm per år.
Enligt den traditionella afrikanska medicinen används växtens naturgummi mot diabetes och illamående.